# Delta Barrages

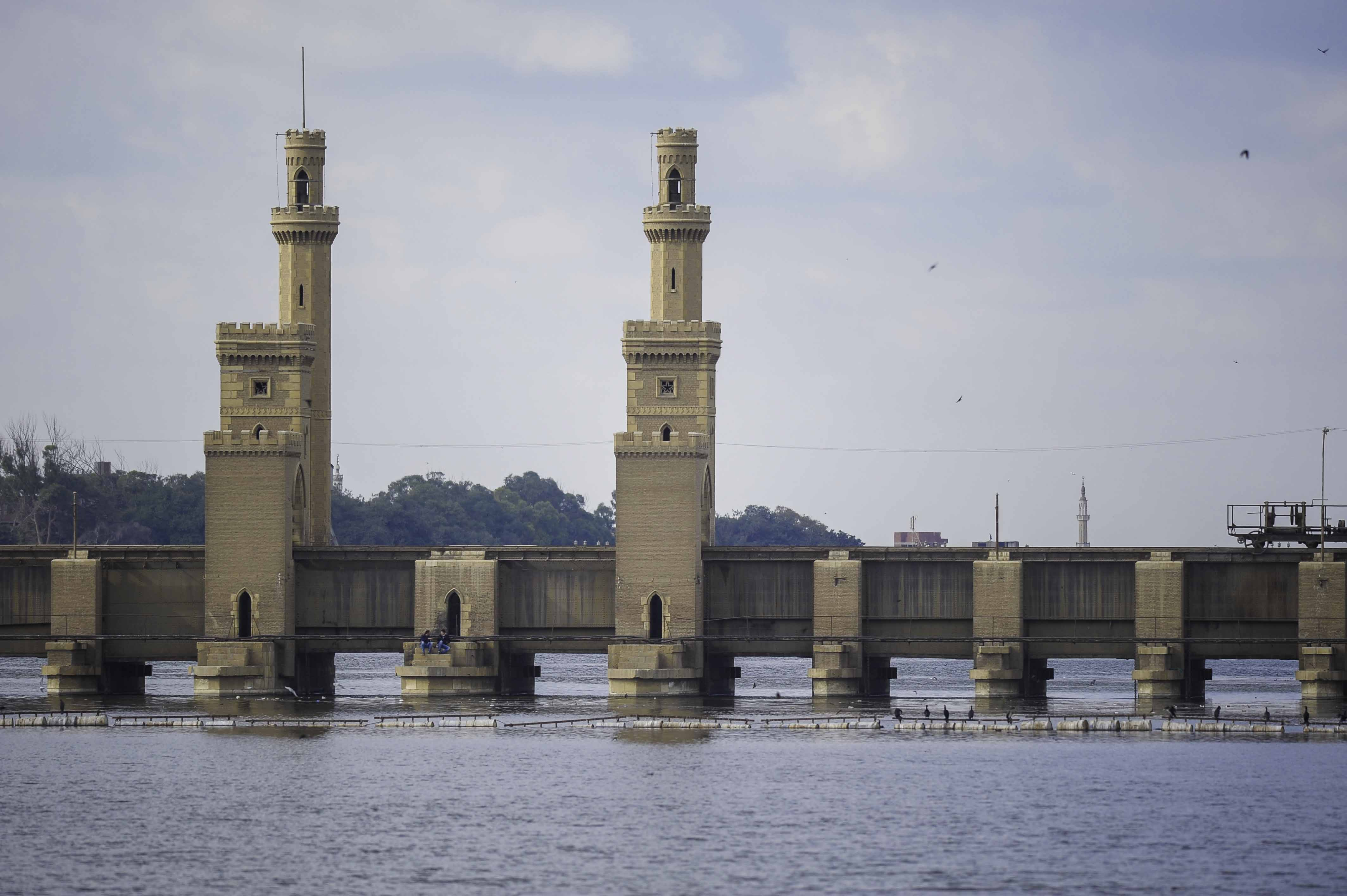
Teil der Delta Barrages (2016)

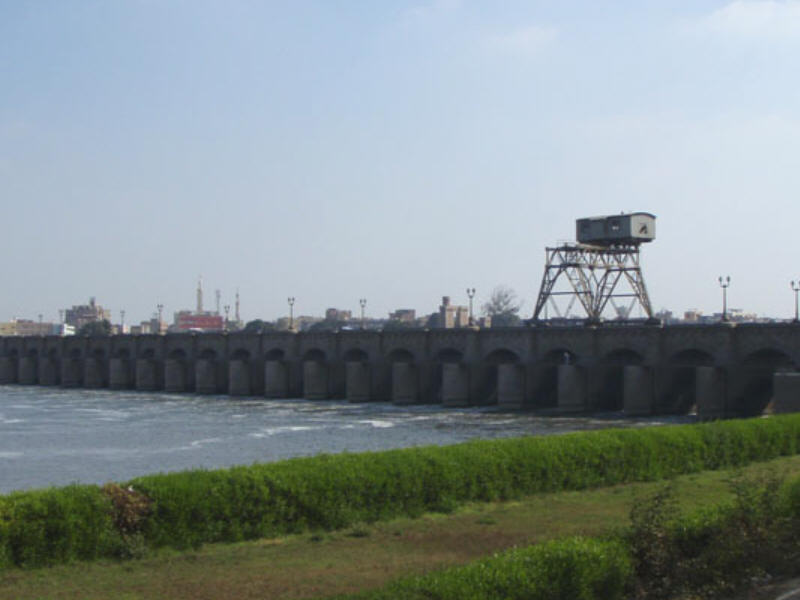
Muhammad Ali Barrage am Damietta-Arm

Die Delta Barrages, heute auch umgangssprachlich Mohamed-Ali-Brücken genannt, sind zwei Staumauern über den Rosetta-Arm und den Damietta-Arm des Nils unmittelbar nach der Verzweigung des Flusses in das Nildelta, etwa 20 km unterhalb des Zentrums von Kairo in Ägypten.
Die Mitte des neunzehnten Jahrhunderts errichteten Bauwerke waren die ersten Staumauern, die je über den Nil gebaut wurden. Sie dienten der Verbesserung der Landwirtschaft im Nildelta und leiteten den Übergang von der seit den Pharaonen angewandten saisonalen Bewässerung in Überschwemmungsbassins zur ganzjährigen Bewässerung durch Kanäle ein, wodurch mehrere Ernten im Jahr und erstmals der Anbau von Baumwolle möglich wurden.
Seit der Fertigstellung der zu ihrer Entlastung in Sichtweite stromabwärts gebauten Muhammad Ali Barrages im Jahr 1937 dienen die Delta Barrages nur noch als Ausflugsziel. Sie stehen mit offenen Toren und Schleusen in den Staubecken der moderneren Anlage und sind daher nicht mehr in voller Höhe sichtbar.

## Name
Die Staumauern wurden von Anfang an und werden bis heute mit dem französischen Wort barrages bezeichnet, da sowohl der erste Entwurf wie auch das spätere Projekt von Franzosen im Dienst der ägyptischen Bauverwaltung erstellt bzw. ausgeführt wurden. Der Name Delta Barrages wurde von den Briten beibehalten, als sie später die Kontrolle Ägyptens übernahmen.

## Delta Barrages
Die Delta Barrages sind geradlinige, gemauerte Staumauern mit einer Höhe von 13,75 m über der Fundamentplatte. Die Mauer über den Rosetta-Arm (30° 11′ 4″ N, 31° 7′ 0″ O) hat eine Länge von 465 m, die über den Damietta-Arm (30° 11′ 35″ N, 31° 7′ 43″ O) ist 535 m lang, von der jedoch ein längeres Stück auf dem Vorland steht. Über die beiden 10 m breiten Staumauern führt eine 5 m breite Straße, die heute nur noch den oft zahlreichen Fußgängern vorbehalten ist. Torbögen mit Zinnen und Türmen bilden die Zugänge zu den Staumauern, ähnliche Bauwerke stehen in der Mitte der beiden Staumauern.
Beide Delta Barrages haben 61 Torbögen, die 12,25 m hoch und 5 m breit sind, mit Ausnahme von jeweils zwei 5,5 m breiten Bögen nahe der Flussmitte. Die Mauer über den Damietta-Arm sollte ursprünglich 71 Torbögen haben, man verzichtete jedoch auf die 10 Torbögen, die an Land gestanden hätten.
Die eisernen, heute nicht mehr vorhandenen Tore sollten während der Flut offen bleiben, während des Niedrigwassers im Sommer aber geschlossen werden, um mit einem komplizierten Mechanismus automatisch den Wasserspiegel 4,5 m über dem niedrigsten Stand zu halten, was allerdings aus technischen Gründen nie erreicht wurde, auch nicht, als die Tore in einer späteren Sanierung durch einfache Konstruktionen ersetzt wurden.
Schleusen mit rund 12 m breiten Kammern dienten der Schifffahrt.
Die beiden Staumauern sind durch einen Straßendamm miteinander verbunden, der über das Einlaufbauwerk des Minufiya-Kanals führt, das aus einer Staumauer mit 9 Bögen und einer Schleuse besteht.
Oberhalb der Staumauern befindet sich am linken, westlichen Ufer des Rosetta-Arms das Einlaufbauwerk zum Buhaira-Kanal und am rechten, östlichen Ufer des Damietta-Arms das Einlaufbauwerk zu dem 1889 gebauten Tewfiki-Kanal, die beide ebenfalls mit Brücken und Schleusen versehen sind.

### Geschichte
Muhammad Ali Pascha, der während seiner von 1805 bis 1848 dauernden Herrschaft über Ägypten verschiedene Neuerungen und Reformen einführte, drängte auch auf die Entwicklung der Landwirtschaft im Nildelta. Die hing seit jeher davon ab, dass die jährliche Nilflut zwischen Juli/August und Oktober/November ausreichte, um auch ungünstig oder zu hoch gelegene Felder zu bewässern. Die damals als Neuheit begehrte Baumwolle konnte dagegen kaum angebaut werden, da sie nicht im Wasser stehen durfte und auf höheren Feldern während ihrer längeren Wachstumsphase ständig ausreichend bewässert werden musste.

#### Erster Entwurf von Linant de Bellefonds
Muhammad Ali hatte bereits befohlen, den Rosetta-Arm zuschütten zu lassen, um die Landwirtschaft am Damietta-Arm im Sommer ausreichend bewässern zu können. Linant de Bellefonds, den er für die Modernisierung der Bewässerungssysteme in Oberägypten eingestellt und gerade zum Direktor der Verwaltung der Kanäle, Brücken und Straßen ganz Ägyptens befördert hatte, konnte ihn davon jedoch wieder abbringen, als er vorschlug, stattdessen Staumauern mit Schleusen über beide Nilarme zu bauen. Der Nil sollte während der großen Fluten frei durch die geöffneten Tore fließen können. Im wasserarmen Sommer sollte er aber so weit aufgestaut werden, dass sein Wasser über regulierbare Wehre abwechselnd in einen von drei höher gelegenen Kanäle geleitet werden und so fast im ganzen Nildelta für längere Bewässerungsperioden sorgen konnte.
Muhammed Ali befahl Linant, sofort mit den Vorbereitungen für das Projekt zu beginnen. Für die Staumauern solle er die Steinblöcke der Pyramiden verwenden. Linant war sich bewusst, dass ein Widerspruch nicht tunlich war. Er erstellte daher eine ausführliche, komplexe Kalkulation, aus deren Ergebnissen Muhammed Ali selbst ableiten konnte, dass neue Steinblöcke aus dem Steinbruch kostengünstiger wären als die Verwendung der Blöcke aus den Pyramiden.
Der auf fünf Jahre veranschlagte Bau begann Ende 1833, wurde aber 1835 von einer Pestepidemie für mehrere Monate unterbrochen. Danach kam die Baustelle mangels Arbeitskräften und Materiallieferungen nicht mehr wieder in Schwung. Linant wurde ins Bauministerium befördert und dort mit anderen Aufgaben betraut. Muhammed Ali hatte das Interesse an dem Projekt verloren, so dass er es schließlich einstellen ließ.

#### Entwurf und Bauausführung von Eugène Mougel

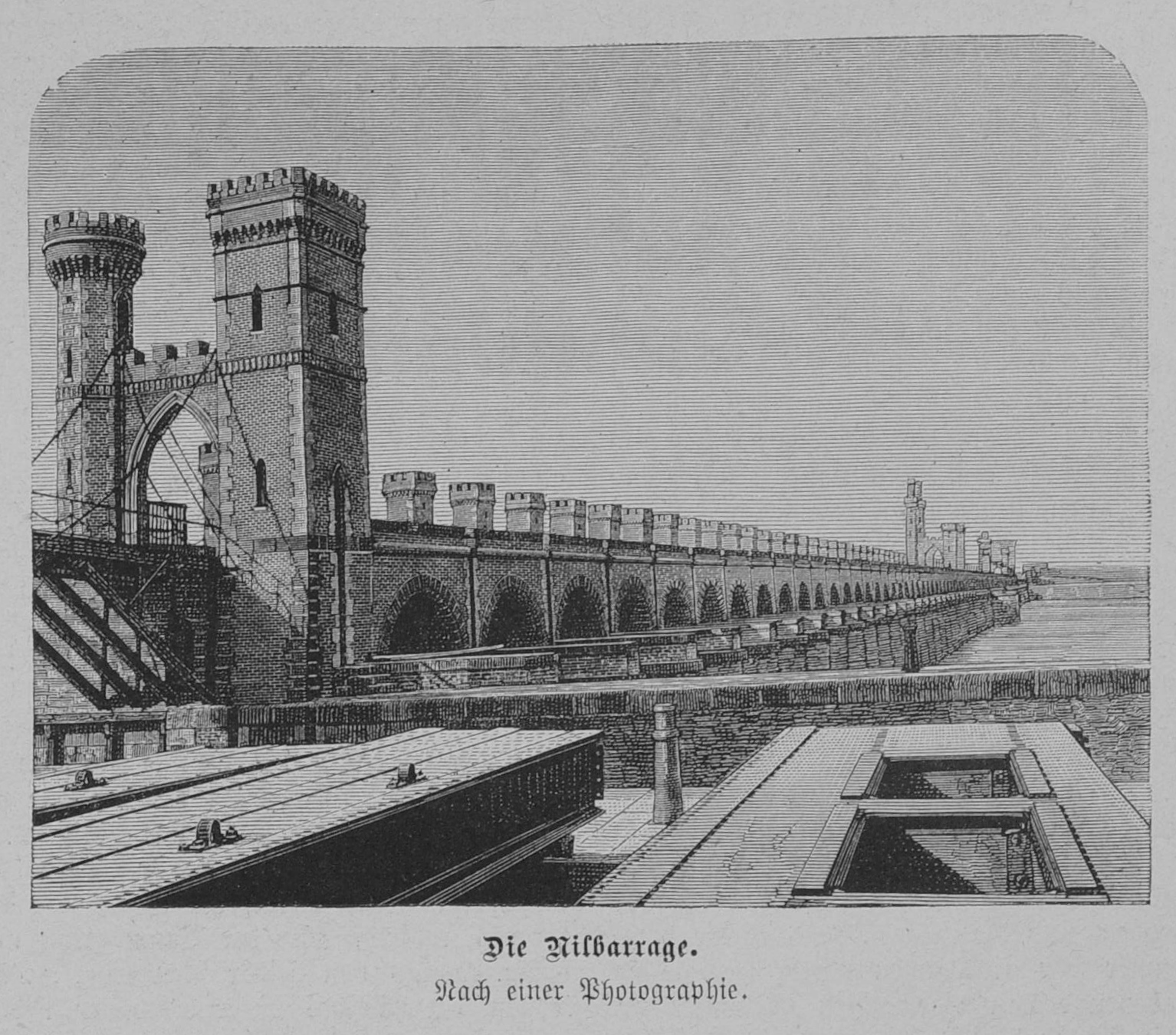

Eugène Mougel, ein an Hafenbauten in Alexandria tätiger französischer Wasserbauingenieur, konnte einige Jahre darauf Muhammed Ali überzeugen, einen ähnlichen Entwurf der Staumauern etwas weiter oberhalb als nach dem Entwurf von Linant ausführen zu lassen.
Im Juni 1847 wurde mit dem Bau der Rosetta Barrage begonnen. Der große zeitliche Druck, den der Herrscher ausübte und dem sich Mougel nicht zu widersetzen wagte, führte dazu, dass die Staumauern auf unzureichend festen Fundamenten errichtet wurden. Zur Zeit des Todes von Muhammed Ali im Jahr 1848 waren die Arbeiten noch lange nicht fertig, auch nicht 1854, als Muhammad Said die Nachfolge von Abbas I. antrat.
Muhammad Said war von der Idee fasziniert, das Kanalsystem und die Staumauern zu einem Abwehrsystem gegen mögliche Angreifer aus dem Norden umzufunktionieren, und ließ deshalb die Torbögen mit Zinnen und Türmen errichten, die tatsächlich jedoch nur geringen militärischen Wert hatten.
1861 wurden die Dämme für fertig erklärt, aber als man zwei Jahre danach den ersten Versuch unternahm, Wasser aufzustauen, traten Risse und Ausspülungen auf. 1867 wurde ein Teil des Rosetta-Damms sogar einige Zentimeter flussabwärts verschoben. Die Dämme wurden deshalb nur zum Aufstau von 1,5 m verwendet. Zahlreiche Gutachten kamen zu dem Ergebnis, dass die Mauern zwar solide, aber auf schlechten Fundamenten gebaut wurden. Man zog daher in Zweifel, ob sie je verwendbar sein würden und schlug sogar vor, die Staumauern endgültig aufzugeben und die Bewässerung des Nildeltas vollständig mit inzwischen preisgünstiger gewordenen dampfbetriebenen Pumpen vorzunehmen.

### Sanierungsmaßnahmen
Nachdem die Briten 1882 mit der Herrschaft in Ägypten auch die Leitung des Bewässerungsamtes übernommen hatten, kamen sie nach vorsichtigen Untersuchungen zu dem Schluss, die Sanierung des Bauwerks zu wagen. In den Niedrigwasserperioden der Jahre 1887 bis 1890 wurde jeweils eine Hälfte einer Staumauer mit einem Kofferdamm abgesperrt und trockengelegt, um dann die Sohlplatten von außen zu verstärken und wesentlich zu verbreitern. Dadurch sollte das Wasser daran gehindert werden, einen Weg unter den Staumauern hindurch zu finden. Die genauen Beobachtungen der nächsten Jahre schienen den Erfolg der Maßnahmen zu bestätigen, aber einige Quellen im Flussbett unterhalb der Mauern sorgten weiterhin für Beunruhigung.
In den Jahren 1896 bis 1898 wurden deshalb die Fundamente mit Mörtelinjektionen gefestigt. Von der Fahrbahn aus wurden insgesamt 12.400 m senkrechte Bohrlöcher durch die Pfeiler der Torbögen getrieben, in denen 6.094 Fässer Mörtel durch das eigene Gewicht den notwendigen Druck erzeugten, um teils beachtliche Hohlräume in den Fundamenten zu verfüllen, so dass nach dem Abbinden des Mörtels ein stabiles und wasserundurchlässiges Fundament entstand.
1898 wurde das Wasser vor der Rosetta-Barrage erstmals auf 4,35 Meter aufgestaut, ohne dass sich Probleme zeigten. Schon vorher war beschlossen worden, als zusätzliche Sicherheit unterhalb der Staumauern drei Meter breite Sohlschwellen mit flachen Rampen und langen Sohlplatten sowie entsprechende Schleusen einzubauen, um den Wasserdruck auf die Staumauern zu reduzieren. Seitdem stehen die Delta Barrages auch bei Niedrigstwasser immer im Rückstau dieser Schwellen.

### Bedeutung der Delta Barrages
Die Delta Barrages konnten nach den Sanierungsmaßnahmen den Nil regelmäßig um vier Meter aufstauen und über die drei Hauptkanäle und die an sie angeschlossenen Kanalsysteme praktisch das gesamte Delta auch im Sommer mit Wasser versorgen. Die Anbauflächen konnten vergrößert werden, vor allem aber konnte die Aussaat früher beginnen und dadurch in großem Umfang Baumwolle und eine ertragreichere Sorte Mais angebaut werden. Die Baumwollernte verdoppelte sich auf einen Wert von 12 Mio. £. Auf bestimmten Feldern waren auch drei Ernten möglich.
Es zeigte sich, dass bei der regelmäßigen Füllung der Kanäle deren aufwendige Räumung von Schlick kaum noch notwendig war, so dass die Corvée für diese Räumarbeiten abgeschafft und durch bezahlte Arbeiter ersetzt werden konnte.
Der Verzicht auf den Bau großer Pumpstationen und der deutlich gesunkene Kohleverbrauch für den Betrieb der vorhandenen Pumpen brachte erhebliche Ersparnisse.
Versalzungen wurden weitgehend vermieden durch die Anlage von Drainage-Kanälen und kleinerer Staubecken, mit denen Salz aus den Feldern gewaschen werden konnte.
Der Erfolg der Delta Barrages war so überzeugend, dass sie für die schon bald gebauten Staumauern in Assuan, in Asyut und in Zifta als Vorbild dienten.

## Muhammad Ali Barrages
1935 wurde deutlich, dass die alten Staumauern keine weiteren Ergänzungen vertragen würden. Daher wurden von 1937 bis 1939 die neuen Muhammad Ali Barrages gebaut, mit denen das Nilwasser im Sommer um 3,8 m gestaut werden kann.
Die Staumauer über den Rosetta-Arm (30° 11′ 20″ N, 31° 6′ 34″ O) steht etwa 830 m unterhalb der alten Delta Barrage in der Mitte des von der Sohlschwelle geschaffenen Beckens. Sie ist 490 m lang und hat 46 Tore mit je 8 m Breite, die von 2,5 m starken Pfeilern eingerahmt werden. An der linken Seite des Flusses befindet sich eine Schleuse mit einer 80 × 12 m großen Kammer.
Die Staumauer über den Damietta-Arm mit 34 Toren wurde vor einigen Jahren ersetzt durch ein 64 m breites Bauwerk mit 9 Toren und einer Schleuse mit einer Kammer von 90 m × 12 m (30° 11′ 42″ N, 31° 7′ 37″ O). Es befindet sich nur 200 m unterhalb der alten Delta Barrage.